# Eduardo Raschetti
Eduardo José María Raschetti (nacido el 9 de febrero de 1957) en Cafferata, provincia de Santa Fe, es un exfutbolista argentino. Jugaba como delantero y su primer club fue Rosario Central. Fue campeón de Primera División de Colombia con Atlético Nacional de Medellínen 1977.

## Carrera
Jugador con una rara estadística en Central, formó parte del plantel de primera durante al menos dos temporadas, pero solo jugó 4 encuentros, y marcó 5 goles. Su debut en primera sucedió el 14 de agosto de 1975, a sus 18 años, en un encuentro de la fecha 37 del Metropolitano ante Racing Club, jugado con futbolistas juveniles ante una huelga de los profesionales y que finalizó con un histórico triunfo canalla 10-0; Raschetti marcó dos goles. Durante el Metropolitano 1976 disputó un solo partido, siendo transferido junto con Ramón César Bóveda, a Atlético Nacional de Medellín en el segundo semestre del año. Allí se consagró campeón de la liga colombiana; jugando en 1977 la Copa Libertadores frente a los equipos bolivianos de Oriente Petrolero y Bolívar, y ante su par colombiano, Deportivo Cali. 
En su debut en el torneo colombiano marcó un gol en la victoria de su equipo en el clásico paisa 2-1. Además estuvo presente en el partido que definió el título, el 19 de diciembre ante Once Caldas donde también anotó un tanto. Retornó a Central y continuó jugando poco, pero convirtiendo otros tres goles, hasta 1978. Con su pase en Nacional, fue cedido a préstamo a Deportes Tolima en 1979 y a Atlético Español de México.

## Clubes
| Club                          | País      | Año       |
| ----------------------------- | --------- | --------- |
| Rosario Central               | Argentina | 1975-1976 |
| Atlético Nacional de Medellín | Colombia  | 1976      |
| Rosario Central               | Argentina | 1977-1978 |
| Deportes Tolima               | Colombia  | 1979      |
| Atlético Español              | México    | 19??      |

## Palmarés
| Equipo                        | País     | Título           | Año  |
| ----------------------------- | -------- | ---------------- | ---- |
| Atlético Nacional de Medellín | Colombia | Primera División | 1976 |